# Облик (Вргада)
Облик је мало ненасељено острво у хрватском делу Јадранског мора у шибенском архипелагу.
Налази се између острва Мурвењак на југу и Вргада на северу од којег је удаљен 1,8 км. Површина острва износи 0,0744 км². Дужина обалске линије је 1,02 км.. Највиши врх на острву је висок 26 метара.